# Reinwardtipicus validus
El pito dorsinaranja (Reinwardtipicus validus) es una especie de ave piciforme de la familia Picidae (pájaros carpinteros) que vive en el sudeste asiático. Es la única especie del género Reinwardtipicus.

## Descripción
El pito dorsinaranja mide alrededor de 30 cm de largo. El plumaje de su rostro, vientre, frontal del cuello, espalda y obispillo es de color naranja, mientras que sus alas y cola con negras, con dos franjas naranjas en las alas. El macho tiene el penacho rojo y su pecho de tonos rojo anaranjados, mientras que la hembra los tiene castaños.

## Distribución y hábitat
Se encuentra en las selvas húmedas de tierras bajas del sur de la península malaya, Sumatra, Borneo, Java e islas menores aledañas.